# Albert Cigagna
Albert Cigagna (Tolosa, 25 settembre 1960) è un ex rugbista a 15 francese, a lungo terza linea centro e capitano del Tolosa.

## Biografia
La parte più importante della carriera sportiva di Cigagna è legata al Tolosa, club di militanza dal 1983 al 1995: con tale squadra ha vinto cinque titoli di Francia e una Coppa nazionale, e in un'altra occasione è giunto alla finale nazionale per il titolo (traguardo già raggiunto nel 1981 con il Bagnères, compagine oggi in quarta divisione nazionale ma all'epoca in massima serie).
Vanta in Nazionale maggiore una sola presenza, alla Coppa del Mondo di rugby 1995 in Sudafrica: la finale per il 3º posto vinta sull'Inghilterra.
Riconosciuto come una delle migliori terze linee della sua generazione, la stampa attribuisce il suo scarso o nullo impiego internazionale alla guerra all'epoca in corso tra la presidenza federale di Albert Ferrasse (di Agen) e la dirigenza del Tolosa, che portò all'ostracismo verso i giocatori di tale club.
Passato al Castres, con tale club esordì anche nelle competizioni europee, appena istituite.
Dopo il ritiro Cigagna è divenuto docente di educazione fisica e sportiva; attualmente lavora presso il comitato regionale per lo sport universitario di Tolosa.
Per un breve periodo, nel 2006, ha anche allenato la squadra cadetta del Mazères Cassagne (Mazères-sur-Salat, Alta Garonna).

## Palmarès
- Campionati francesi: 5
Tolosa: 1984-85, 1685-86, 1988-89, 1993-94, 1994-95
- Coppe di Francia: 1
Tolosa: 1983-84